# Bebearia ochreata
Bebearia ochreata är en fjärilsart som beskrevs av Robert H. Carcasson 1961. Bebearia ochreata ingår i släktet Bebearia och familjen praktfjärilar. Inga underarter finns listade i Catalogue of Life.